# Nikita Dvurečenskij
Nikita Kirillovič Dvurečenskij (Никита Кириллович Двуреченский;* 30. července 1991 v Lipecku) je ruský hokejový útočník.

## Hráčská kariéra
Svou hokejovou kariéru začal v rodném městě, v týmu HK Lipeck ale do profesionálního hokeje debutoval v týmu OHK Dynamo Moskva v první lize a v KHL. Po sezóně 2009/10 se Dynamo Moskva spojil s týmem HC MVD Balašicha a nesl tak nový název OHK Dynamo Moskva. V novém týmu zůstal a vzal jsi číslo 69 na počest svého otce, který se narodil 1969. Po sezóně 2010/11 měl sice platnou smlouvu na jeden rok s Dynamem, ale přestoupil do týmu Viťaz Čechov.

## Ocenění a úspěchy
- 2011 MHL – All-Star Game

## Prvenství
- Debut v KHL – 20. ledna 2010 (OHK Dynamo Moskva proti HK Dinamo Minsk)
- První gól v KHL – 22. ledna 2010 (OHK Dynamo Moskva proti Dinamo Riga, brankáři Martin Prusek)
- První asistence v KHL – 5. února 2011 (OHK Dynamo Moskva proti Viťaz Čechov)

## Klubová statistika
| Sezóna       | Klub              | Soutěž       |    | Základní část | Základní část | Základní část | Základní část | Základní část |   | Play off | Play off | Play off | Play off | Play off |
| Sezóna       | Klub              | Soutěž       | Z  | G             | A             | B             | TM            | Z             | G | A        | B        | TM       |          |          |
| 2008/2009    | Dynamo Moskva-2   | 3.RUS        | 75 | 57            | 30            | 87            | 70            | —             | — | —        | —        | —        |          |          |
| 2009/2010    | HK Dynamo Moskva  | KHL          | 10 | 1             | 1             | 2             | 0             | 3             | 0 | 0        | 0        | 2        |          |          |
| 2009/2010    | MHK Dynamo Moskva | MHL          | 48 | 28            | 14            | 42            | 75            | 1             | 0 | 0        | 0        | 4        |          |          |
| 2010/2011    | OHK Dynamo Moskva | KHL          | 12 | 1             | 1             | 2             | 2             | —             | — | —        | —        | —        |          |          |
| 2010/2011    | Sheriff Tver      | MHL          | 17 | 4             | 4             | 8             | 28            | —             | — | —        | —        | —        |          |          |
| Celkem v KHL | Celkem v KHL      | Celkem v KHL | 22 | 2             | 2             | 4             | 2             | 3             | 0 | 0        | 0        | 2        |          |          |

## Reprezentace
| Rok          | Tým          | Soutěž       | Z | G | A | B | TM |
| ------------ | ------------ | ------------ | - | - | - | - | -- |
| 2008         | Rusko 17     | WHC-17       | 5 | 0 | 0 | 0 | 4  |
| 2009         | Rusko 18     | MS-18        | 7 | 0 | 0 | 0 | 6  |
| 2011         | Rusko 20     | MSJ          | 7 | 3 | 3 | 6 | 18 |
| Celkem v MSJ | Celkem v MSJ | Celkem v MSJ | 7 | 3 | 3 | 6 | 18 |